# Vilniaus Sakalai
Le Krepšinio Klubas Sakalai est un club lituanien de basket-ball évoluant dans la ville de Vilnius et participant à la LKL soit le plus haut échelon du championnat lituanien.

## Joueurs emblématiques
- Ramūnas Šiškauskas
- Andrius Giedraitis
- Renaldas Seibutis